# Ratusz Polski w Kamieńcu Podolskim
Ratusz Polski  (Ratusz Lacki; ukr. Будинок польського магістрату) – budynek jednego z trzech magistratów Kamieńca Podolskiego znajdujący się na Rynku Polskim. Pozostałymi były ratusze Ruski i Ormiański. Od końca XVII w. mieścił również magistrat ruski. Wzniesiony pod koniec XIV wieku jako wieża wójtowska, która przetrwała w obecnych murach po południowej stronie budynku. Obecnie mieszanka stylów renesansu, baroku i empire na dawnych, gotyckich fundamentach. Wieża zwieńczona jest złotym słońcem - symbolem Podola.

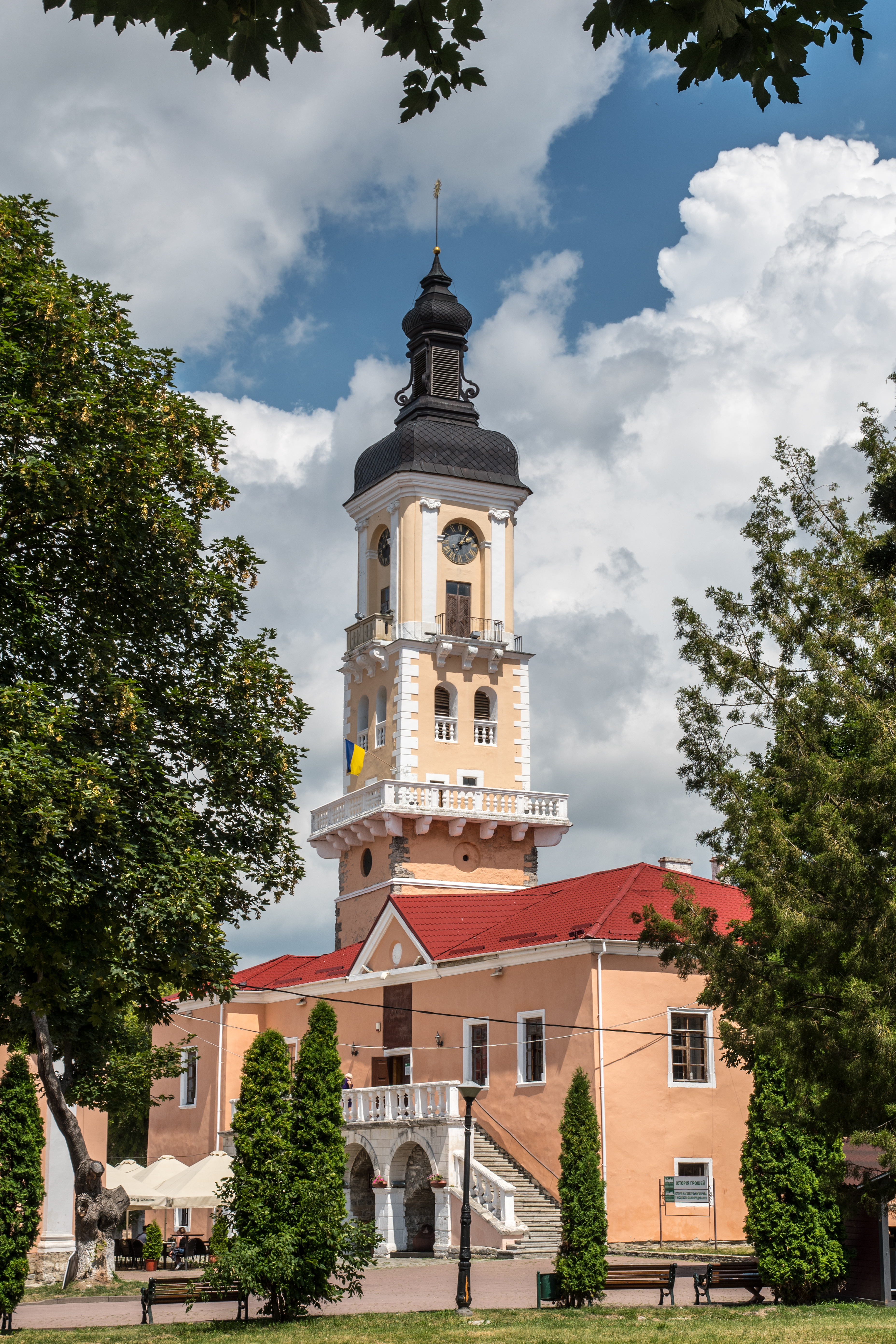
Ratusz
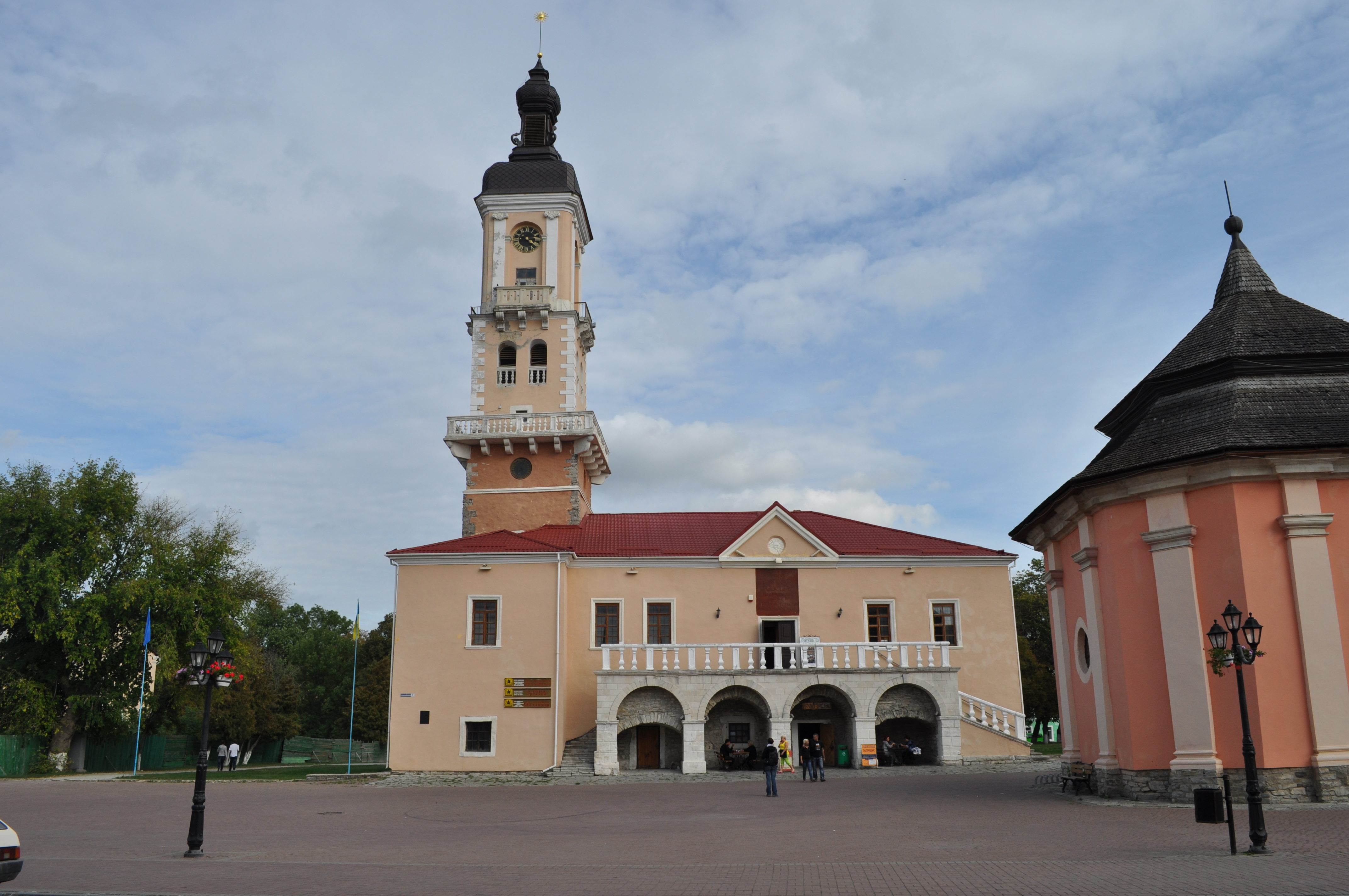
Ratusz i studnia